# Molopopterus mallyi
Molopopterus mallyi är en insektsart som först beskrevs av Timothy M. Cogan 1916.  Molopopterus mallyi ingår i släktet Molopopterus och familjen dvärgstritar. Inga underarter finns listade i Catalogue of Life.